# Van Ballegooijen
Van Ballegooijen of van Ballegooijen is een van oorsprong Nederlandse achternaam. De naam komt van het Gelderse dorp Balgoij.

## Aantallen naamdragers

### Nederland
In Nederland kwam de naam in 2007 1.032 keer voor. De grootste concentratie woonde toen in Aalburg met 0,8949% van de bevolking daar.

### België
In België kwam de naam in 2008 vijf keer voor, met de grootste concentratie in Essen, waar twee naamdragers woonden. In 1998 kwam de naam nog niet in België voor.